# Železniška proga Ljubljana Zalog - Ljubljana P4
Železniška proga Ljubljana Zalog - Ljubljana P4 je ena izmed železniških prog, ki sestavljajo železniško omrežje v Sloveniji.
Začetna železniška postaja je Ljubljana Zalog, medtem ko je končna Ljubljana.